# Gabrielle Giffords
Gabrielle Dee Giffords (Tucson, 8 giugno 1970) è una politica statunitense, membro della Camera dei rappresentanti per lo Stato dell'Arizona dal 2007 al 2012.

## Biografia
Nata e cresciuta a Tucson in una famiglia di origini ebree lituane, Gabrielle Giffords si laureò alla Cornell University e successivamente lavorò come imprenditrice. Entrata in politica con il Partito Democratico, tra il 2001 e il 2005 prestò servizio all'interno della legislatura statale dell'Arizona: per i primi due anni fu membro della Camera dei rappresentanti dell'Arizona, poi per altri due fu membro del Senato di stato dell'Arizona. Nel 2006 si candidò alla Camera dei rappresentanti nazionale, per il seggio del repubblicano Jim Kolbe, che aveva manifestato la sua intenzione di non concorrere per un nuovo mandato. La Giffords ebbe quindi come rivale il repubblicano Randy Graf e lo sconfisse con ampio distacco, venendo eletta deputata.
Espresse posizioni favorevoli alla libera scelta in tema di aborto e nei confronti della ricerca sulle cellule staminali. Si schierò a favore dell'aumento del salario minimo. Strenua sostenitrice delle energie rinnovabili, votò per abrogare ogni tipo di sussidio alle grandi compagnie petrolifere. Fece parte anche della New Democrat Coalition e della Blue Dog Coalition. Nel 2005, dopo gli ingenti danni causati dall'uragano Katrina, la Giffords si recò personalmente a Houston per offrire il proprio aiuto come volontaria, raccontando poi la sua esperienza al Tucson Citizen. Nelle elezioni di metà mandato, tenutesi a novembre 2010, la Giffords vinse di misura contro il candidato repubblicano Jesse Kelly, sostenuto dai Tea Party. È stata la prima deputata ebrea eletta dall'Arizona.

### L'attentato
L'8 gennaio 2011 la deputata fu gravemente ferita da un colpo di pistola esploso durante un comizio a Tucson, in Arizona. Ricoverata allo University Medical Center, le sue condizioni furono immediatamente giudicate critiche. Nella sparatoria, scatenata da Jared Loughner, un giovane di 22 anni, furono uccise sei persone - tra cui il giudice conservatore, nominato da George H. W. Bush, John Roll, che in precedenza aveva ricevuto minacce di morte - e diverse altre rimasero ferite. Il successivo 12 giugno, a distanza di cinque mesi dal tragico attentato, pubblicò sul suo profilo Facebook alcune foto che la ritraevano in buone condizioni. Il 22 gennaio 2012 annunciò con un video sul proprio canale YouTube il ritiro dalla scena politica, per dedicarsi alla riabilitazione.

#### Conseguenze

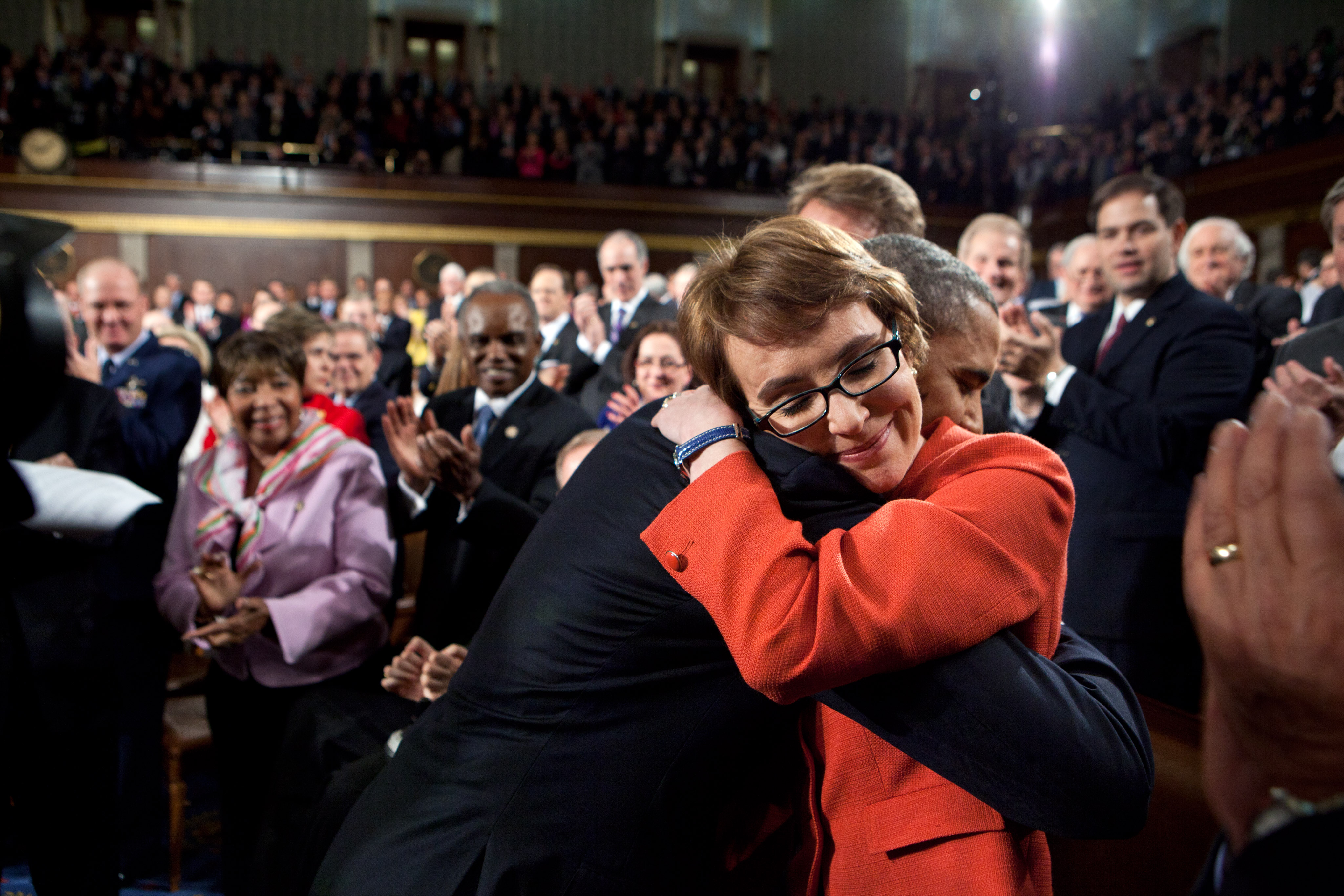
Gabrielle Giffords riceve l'abbraccio del Presidente Barack Obama

Dopo l'attentato, la Giffords intraprese un lungo e complesso percorso riabilitativo; i traumi cerebrali conseguenti alla sparatoria le provocarono una grave afasia e una paralisi al braccio destro e alla gamba destra, ma ciò non le impedì di tenere discorsi e apparizioni pubbliche. Undici mesi dopo la tragedia, la Giffords e suo marito Mark Kelly furono intervistati da Diane Sawyer in esclusiva per l'emittente televisiva ABC. La trasmissione fece registrare ascolti record, venendo seguita da quasi tredici milioni e mezzo di spettatori.

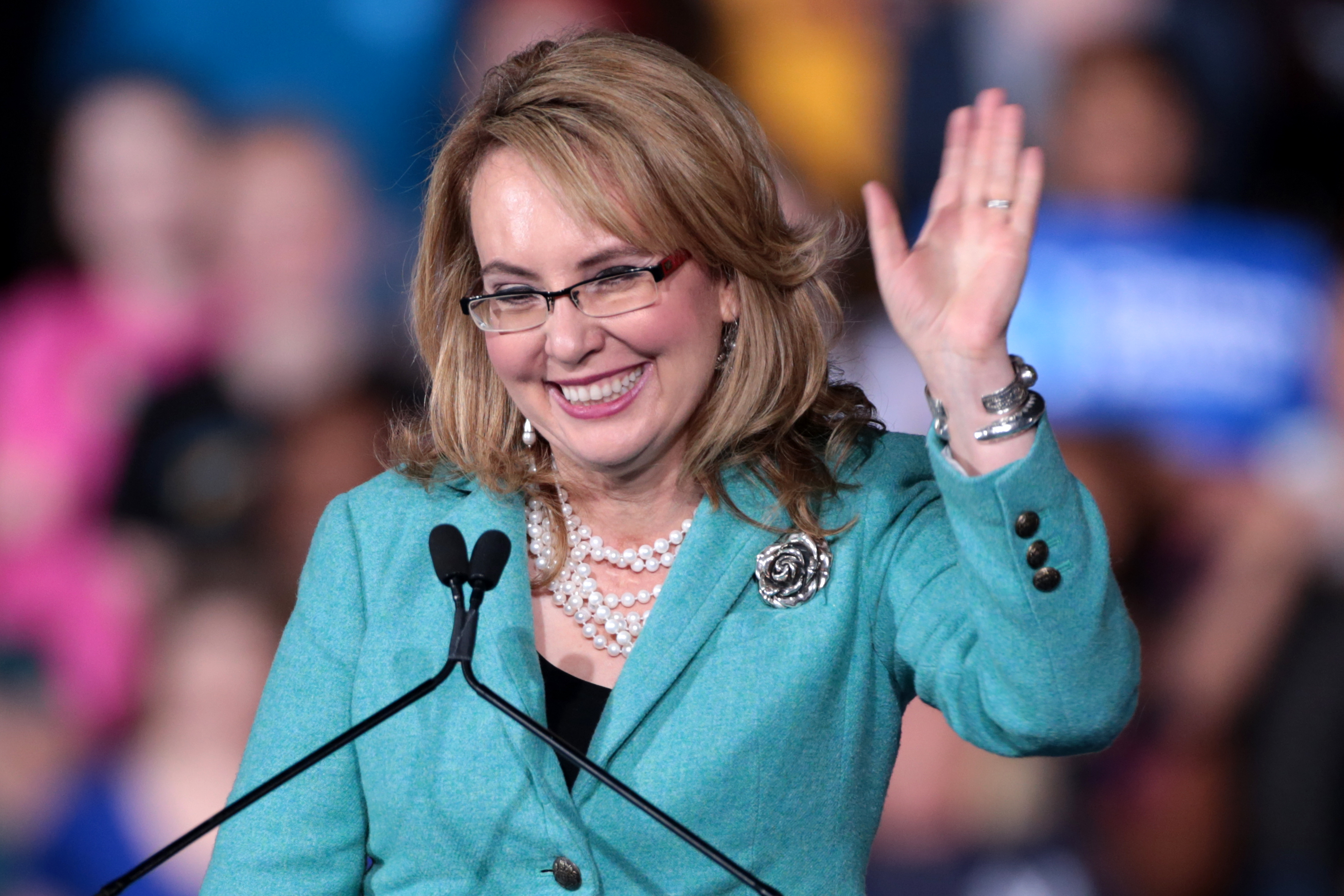
Gabrielle Giffords nel 2016

Nel 2012, dopo un anno dall'attentato, Gabrielle Giffords presenziò al discorso sullo stato dell'Unione, ricevendo un abbraccio dal Presidente Barack Obama ed una standing ovation da parte dei presenti. Nel 2013, a due anni di distanza dal ferimento, la Giffords si presentò a sorpresa ad un'audizione della Commissione Giustizia del Senato per leggere un breve discorso nel quale invitava gli ex colleghi ad impegnarsi per una legge a favore del controllo delle armi, a tutela dei cittadini ed in particolare dei bambini.
Sia nel 2012 sia nel 2016 prese parte pubblicamente alla convention nazionale del Partito Democratico. Nella prima occasione, salì sul palco insieme alla deputata e presidente del partito Debbie Wasserman Schultz; nel secondo caso, tenne un discorso di supporto nei confronti di Hillary Clinton, candidata alla presidenza degli Stati Uniti. Nel corso degli anni, Gabrielle Giffords si è resa portavoce e volto simbolo della battaglia a favore del controllo delle armi; in più occasioni si è spesa in discorsi pubblici nei quali chiedeva interventi netti della politica a tutela della popolazione, ad esempio all'indomani della strage di Las Vegas o del ferimento del deputato repubblicano Steve Scalise in una sparatoria in Virginia.

##### Proseguimento dell'attività politica

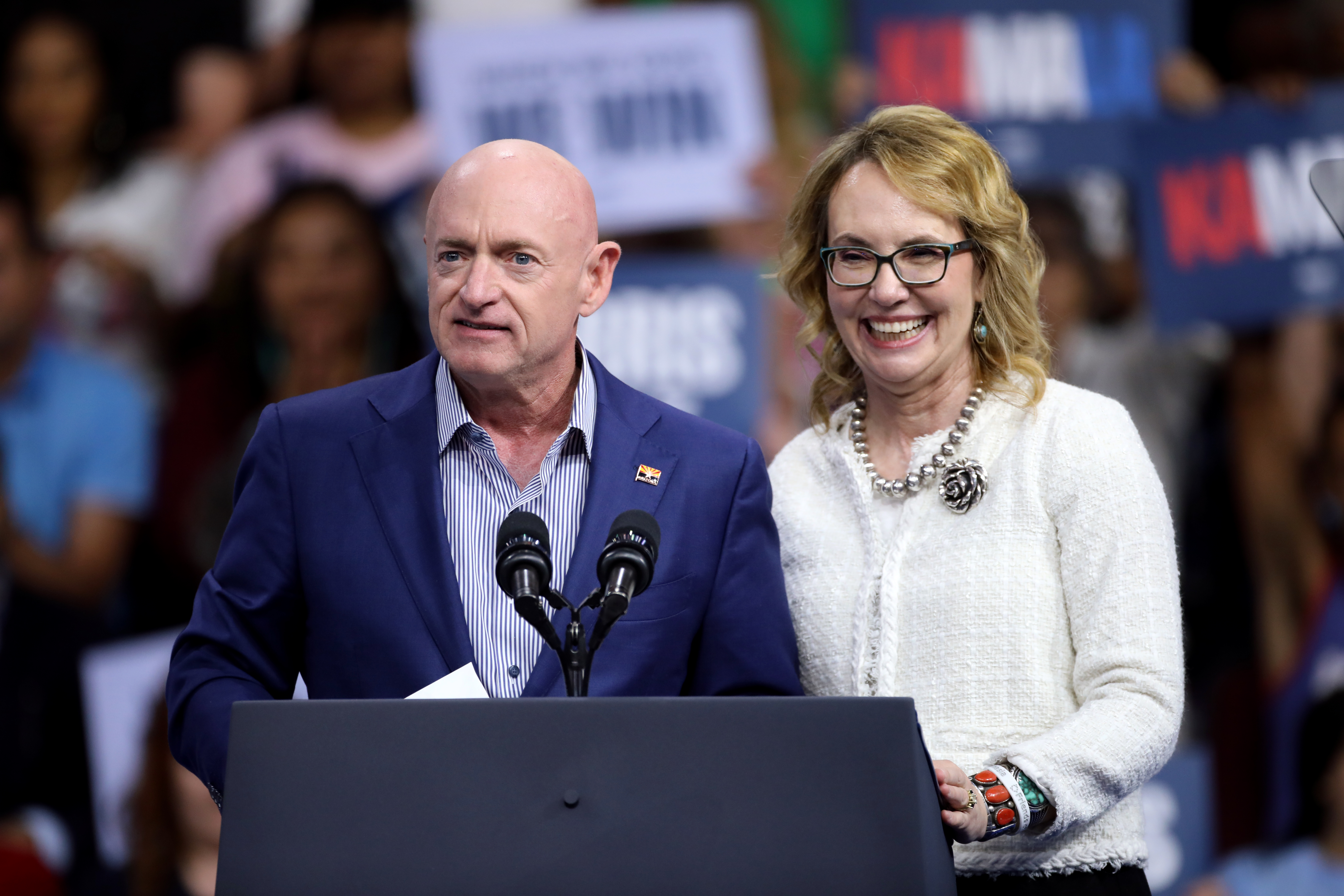
Gabrielle Giffords con il marito Mark Kelly alla convention democratica del 2024 per il sostegno alla campagna elettorale di Kamala Harris in vista delle elezioni presidenziali.

Il suo impegno è proseguito nel campo democratico per sostenere la lotta alla diffusione di armi da fuoco. L'11 marzo 2020 sostiene Joe Biden come candidato Democratico contro il Presidente uscente Donald Trump alle successive elezioni presidenziali e partecipa con un discorso alla Convention Democratica in agosto. Quattro anni dopo, a seguito del ritiro di Biden (che aveva appoggiato per la rielezione), sostiene immediatamente la Vicepresidente Kamala Harris  e pochi giorni dopo, il 9 agosto 2024 partecipa ad un rally presso Phoenix (Arizona), insieme al marito Senatore Mark Kelly, per sostenerla.

## Vita privata
Dal 2007 è sposata con l'astronauta e politico Mark Kelly, che è stato anche comandante della missione STS-134 dello Space Shuttle, il cui lancio è avvenuto il 16 maggio 2011; la coppia non ha figli. È inoltre cugina di secondo grado dell'attrice Gwyneth Paltrow e del regista Jake Paltrow.